# Provincia di Taza
La provincia di Taza (in arabo إقليم تازة‎?, in berbero ⵜⴰⵙⴳⴰ ⵏ ⵜⴰⵣⴰ) è una delle province del Marocco, parte della regione di Fès-Meknès.
Si estende su una superficie di 7.101 km² per 558.399 abitanti². Si trova nel nord-est del Marocco. Confina a nord con le province di Al Hoceïma e Driouch, a est con le province di Driouch e Guercif, a sud con la provincia di Sefrou e ad ovest con le province di Sefrou e Taounate. Nel 2009, la provincia di Guercif è stata creata mediante smembramento del suo territorio, occupando il 50,73% della sua superficie.
I principali centri urbani della provincia sono Taza (152.796 abitanti nel 2010), Aknoul, Tahala e Oued Amlil, ai quali se ne aggiungono altri meno popolati (Tainast, Bab Marzouka e Bab Boudir).
A parte il “corridoio” costituito dalla valle del Oued Innaouen e dalla pianura del Guercif, il resto della provincia è dominato dalle montagne. La provincia occupa infatti l'area che collega il Rif al Medio Atlante, le due catene montuose che si uniscono al livello del passo Touaher (559 m sul livello del mare). A 13 km da questo passo si trova Taza, la cui antica città è costruita sull'ultima roccia del Medio Atlante; alle spalle si stagliano le imponenti montagne dell'Atlante e di fronte, come un muro, le colline del pre-Rif. L'area pre-Rif si estende attraverso i monti del Rif fino a raggiungere i 2.000 m di altitudine. Essendo il Medio Atlante di formazione più recente, raggiungono nella provincia altitudini superiori a 3.000 m al livello del massiccio del Bouiblane.
Sulla punta più settentrionale del Medio Atlante, vicino a Taza, si trova il parco nazionale di Tazekka.

## Economia
La provincia di Taza è un'area essenzialmente agricola con l'esistenza di un nucleo medio industriale. Tuttavia, le aree rurali continuano a restare indietro rispetto alle medie nazionali in termini di ricchezza prodotta e indicatori di sviluppo socioeconomico. Richiede investimenti sostenuti, soprattutto in termini di attrezzature di base (acqua potabile, elettricità, infrastrutture socio-educative).
Dal punto di vista agricolo la provincia presenta una vocazione arboricola con la presenza della cerealicoltura e dell'orticoltura. Data la sua importanza economica nel miglioramento del reddito agricolo, la frutticoltura svolge un ruolo importante nella regione in termini di conservazione del suolo contro l’erosione idrica, dato il terreno accidentato della zona e la vulnerabilità dei pavimenti. Il patrimonio arboreo è molto vario, sono presenti mandorli, ulivi, fichi, agrumi e varie altre specie. Qui è sviluppato anche l'allevamento del bestiame e la produzione di latticini. Negli ultimi anni sono stati quindi avviati progetti di sviluppo dell'arboricoltura e dell'olivicoltura.
Inoltre, va notato che la provincia ha un nucleo industriale medio e un commercio relativamente sviluppato soprattutto nei centri urbani. La provincia conta infatti due zone industriali nella provincia di Taza sviluppate su una superficie netta di 23 ettari e che offrono un totale di 278 lotti attrezzati. Tre rami dominano il tessuto industriale provinciale, in particolare l'industria agroalimentare, il cuoio, la chimica e la parachimica. Questo tessuto industriale comprende 207 aziende con un fatturato di 676,4 milioni di dirham e che impiegano più di 6.000 persone. L'industria agroalimentare occupa il primo posto sia per numero di stabilimenti (31% del tessuto industriale) che per fatturato realizzato (33% del fatturato industriale). Questo settore impiega 633 persone, pari al 10,2% della forza lavoro industriale (dati 2009).
Le piccole imprese sono una forza trainante dell'economia di Taza. La provincia conta 5.893 imprese economiche che danno lavoro a 15.119 persone, tra le quali le piccole unità rappresentano oltre il 99% delle unità provinciali e quasi il 59% dei posti di lavoro. La maggior parte delle imprese economiche si trova nelle aree urbane con l'83,3% delle unità e quasi il 92% dell'occupazione totale (dati 2007).
In termini di infrastrutture stradali, la provincia (inclusa Guercif) conta più di 1.400 km di strade asfaltate. Ha anche un collegamento ferroviario con Fès, il resto del Marocco e Oujda. La provincia ha un aeroporto (Sidi Hammou).
Le prospettive della provincia sono segnate dalla costruzione dei collegamenti autostradali Fès-Taza e Fès-Oujda che dovrebbero ridurre considerevolmente le distanze di accesso alla città sia dalla regione della capitale che dalla regione orientale. Infine, i programmi di sviluppo rurale, così come quelli dell'INDH (Initiative Nationale pour le Développement Humain) e dei vari enti pubblici, dovrebbero consentire, in definitiva, di recuperare i ritardi accumulati in termini di infrastrutture e servizi sociali di base. L’ambizione è quindi quella di aumentare il tasso di elettrificazione oltre il 90%. In termini di acqua potabile, il tasso di accesso nelle zone rurali della provincia alla fine del 2008 ha raggiunto il 63% rispetto al 15% nel 1995, ma nonostante questi risultati gli sforzi devono ancora essere portati avanti.

## Clima
Situata tra il Marocco atlantico e il Marocco orientale, la provincia di Taza è caratterizzata da un clima di tipo mediterraneo, freddo e umido in inverno e semiarido in estate, con una temperatura che varia tra 1,4 °C e 45,2 °C.

## Geografia antropica

### Suddivisioni amministrative
La provincia di Taza, prima della scissione, contava 5 municipalità e 43 comuni:

#### Municipalità
- Aknoul
- Guercif
- Oued Amlil
- Tahla
- Taza

#### Comuni
- Ait Saghrouchen
- Ajdir
- Assebbab
- Äin Hamra
- Bab Boudir
- Bab Marzouka
- Barkine
- Bni Frassen
- Bni Ftha
- Bni Lent
- Bouchfaa
- Bouhlou
- Bourd
- Bouyablane
- Brarha
- El Gouzate

- Galdamane
- Ghiata Al Gharbia
- Gzenaya Al Janoubia
- Houara Oulad Raho
- Jbarna
- Kaf El Ghar
- Lamrija
- Maghraoua
- Matmata
- Mazguitam
- Meknassa Acharqia
- Meknassa Al Gharbia
- Msila
- Oulad Bourima

- Oulad Chrif
- Oulad Zbair
- Ras Laksar
- Rbaa El Fouki
- Saka
- Sidi Ali Bourakba
- Smià
- Taddart
- Taifa
- Tainaste
- Tazarine
- Tizi Ouasli
- Traiba
- Zrarda